# Charlie Benante
Charlie Benante, född  27 november 1962 i Bronx, New York, är en amerikansk musiker, mest känd som trummis i thrash metal-bandet Anthrax. Benante började spela med Anthrax 1983, efter att tidigare trummisarna Dave Weiss och Greg D'Angelo lämnat bandet, och har varit medlem sedan dess. Han har också spelat med bandet Stormtroopers of Death som spelar hardcore/cross over. Benante är morbror till Frank Bello, basist i Anthrax.

## Diskografi

### Med Anthrax
Studioalbum
- 1984 – Fistful of Metal
- 1985 – Spreading the Disease
- 1987 – Among the Living
- 1988 – State of Euphoria
- 1990 – Persistence of Time
- 1993 – Sound of White Noise
- 1995 – Stomp 442
- 1998 – Vol. 8: The Threat Is Real
- 2000 – Fistful of Metal/Armed and Dangerous
- 2003 – We've Come for You All
- 2011 – Worship Music

Livealbum
- 1994 – Live (The Island Years)
- 2004 – Music of Mass Destruction
- 2005 – Alive 2
- 2007 – Extended Versions
- 2007 – Caught in a Mosh: BBC Live in Concert

Samlingsalbum och splitalbum
- 1987 – Fistful of Anthrax
- 1989 – Anthrax / D-A-D (split)
- 1991 – Attack of the Killer B's
- 1998 – Moshers
- 1999 – Return of the Killer A's
- 2001 – Madhouse: The Very Best Of Anthrax
- 2002 – Universal masters collection
- 2002 – The Collection
- 2004 – The Greater of Two Evils
- 2005 – Anthrology: No Hit Wonders (1985-1991)
- 2007 – Colour collection 1985-90

Videor
- 1986 – US Speed Metal Attack (VHS)
- 1987 – Oidivnikufesin (VHS)
- 1991 – Live Noize (VHS)
- 1991 – Through Time (P.O.V.) (VHS)
- 1996 – Nothing (VHS)
- 1999 – Return of the Killer As: Video Collection (VHS)
- 2004 – Rock Legends (DVD)
- 2004 – Music Of Mass Destruction (DVD)
- 2005 – Alive 2: The DVD" (DVD)
- 2005 – Anthrology: No Hit Wonders (1985-91) The Videos (DVD)

### Med Stormtroopers of Death
Studioalbum
- 1985 – Speak English or Die (Megaforce Records)
- 1992 – Live at Budokan (Megaforce Records)
- 1999 – Bigger Than the Devil (Nuclear Blast)

Videor
- 2001 – Kill Yourself: The Movie
- 2001 – Speak English or Live
- 2005 – 20 Years of Dysfunction